# Territorialprälatur Mixes
Die Territorialprälatur Mixes (lat.: Praelatura Territorialis Mixepolitana, span.: Prelatura de mixes) ist eine römisch-katholische Territorialprälatur im Siedlungsgebiet der Mixe im mexikanischen Bundesstaat Oaxaca. Sitz und Bischofskirche der Prälatur befinden sich in der Stadt San Pedro y San Pablo Ayutla im Hochland am westlichen Rand des Mixe-Gebietes.

## Geschichte
Die Territorialprälatur Mixes wurde am 21. Dezember 1964 durch Papst Paul VI. mit der Apostolischen Konstitution Sunt in Ecclesia aus Gebietsabtretungen des Bistums Tehuantepec gebildet und dem Erzbistum Antequera als Suffragan unterstellt. Die kanonische Errichtung der Territorialprälatur wurde am 19. März 1966 mit der Ernennung des Salesianers Braulio Sánchez Fuentes zum Apostolischen Administrator der Prälatur vollzogen. 1970 wurde Sánchez zum ersten Prälaten des Mixegebiets ernannt und zum Bischof geweiht.
Zum 25-jährigen Dienstjubiläum des Prälaten Braulio Sánchez bestätigte der Vatikan auf dessen Bitte am 14. Januar 1995 das marianische Patrozinium für die Prälatur unter der Anrufung „Maria Helferin der Christenheit“ (María Auxiliadora/Auxilium Christianorum).
Die Prälatur der Mixe liegt in einem traditionellen Missionsgebiet der Salesianer Don Boscos und hat eine indigene Bevölkerung, die vorwiegend aus Mixe besteht, aber auch Zapoteken und Chinanteken umfasst. Etwa 86 % der Bevölkerung des Mixe-Gebiets sind römisch-katholisch (Stand: 2016).

## Prälaten der Mixe
- Braulio Sánchez Fuentes SDB, 1970–2000
- Luis Felipe Gallardo Martín del Campo SDB, 2000–2006, dann Bischof von Veracruz
- Héctor Guerrero Córdova SDB, 2007–2018
- Salvador Cleofás Murguía Villalobos SDB, seit 2018